# Vidar
Na mitologia nórdica, Vidar ou Vídar (vindo do norueguês antigo Víðarr) é um dos filhos de Odin, deus considerado pelos antigos como uma personificação da floresta primordial ou das forças imperecíveis da natureza além de ser um deus taciturno. Sua mãe é a gigante Gríðr, uma amiga dos deuses. Ele é tão forte que ninguém, além de Thor e Magni consegue superá-lo. Vidar mora em Vidi, um grande salão de Asgard.
Vidar possui um de seus sapatos feito de todo resto de couro de todos os sapatos que foram feitos.
Seu propósito é, na batalha do Ragnarök, vingar a morte de seu pai, morto pelo lobo Fenrir, sendo um dos poucos sobreviventes desse evento.
 Nesta batalha, Vidar mata Fenrir abrindo sua boca e rasgando-o ao meio. Vidar também sobrevive aos ataques de fogo de Surtur.